# Nadežda Čačinovič
Nadežda Čačinovič (Budimpešta, 1. travnja 1947.) hrvatska filozofkinja, feministica i prevoditeljica.

## Životopis
Redovita profesorica na Odsjeku za filozofiju Filozofskog fakulteta Sveučilišta u Zagrebu. 
Rođena u slovenskoj obitelji u Budimpešti, gdje je otac bio savjetnik u jugoslavenskoj vojnoj misiji u Mađarskoj. Dobila ime po Nadeždi Krupskoj, Lenjinovoj supruzi. 
Školovala se u Zürichu, Bernu, Beogradu, Murskoj Soboti i Ljubljani. Studirala filozofiju, komparativnu književnost, povijest umjetnosti i lingvistiku u Ljubljani, Bonnu i Frankfurtu. Diplomirala na Filozofskom fakultetu u Ljubljani (filozofiju i komparativnu književnost). Doktorat iz filozofije obranila na Filozofskom fakultetu u Zagrebu.
Od 1976. do umirovljenja 2017. godine zaposlena na Filozofskom fakultetu u Zagrebu, najprije kao asistentica pa kao docentica (1985.), izvanredna profesorica (1989.) te redovna profesorica (1998.). Predaje estetiku, filozofiju kulture i filozofiju roda.
Jedna je od osnivačica i predavačica Centra za ženske studije u Zagrebu (1995.). Predsjednica Hrvatskog centra PEN-a od 2009. godine. Prevodi filozofska djela s engleskog i njemačkog jezika. Članica je Savjeta časopisa Novi Plamen. Potpisnica je Deklaracije o zajedničkom jeziku, u kojoj se tvrdi da se u Hrvatskoj, Bosni i Hercegovini, Srbiji i Crnoj Gori govore nacionalne standardne varijante zajedničkog policentričnog standardnog jezika.

## Djela
- Zašto čitati filozofe : u pedeset kratkih poglavlja. Zagreb, 2009.
- Vodič kroz svjetsku književnost za inteligentnu ženu : koristan i za inteligentne muškarce. Zagreb, 2007.
- Žene i filozofija. Zagreb, 2006.
- Parvulla aesthetica. Zagreb, 2004.
- Danilo Pejović, professor emeritus Facultatis philosophicae Universitatis studiorum Zagrabiensis. Zagreb, 2002.
- U ženskom ključu : ogledi o teoriji kulture. Zagreb, 2000.
- Doba slika u teoriji mediologije. Zagreb, 2001.
- Ogled o pismenosti. Zagreb, 1994.
- Estetika. Zagreb, 1988.
- Estetika njemačke romantike : pjesništvo i refleksija. Zagreb, 1987.
- Pisanje i mišljenje. Zagreb 1981.
- Subjekt kritičke teorije. Zagreb, 1980.

## Vanjske poveznice
- Nadežda Čačinovič - europska karijera borbene filozofkinje  Arhivirana inačica izvorne stranice od 7. srpnja 2012. (Wayback Machine)
- Nadežda Čačinovič nova predsjednica hrvatskog P.E.N.-a